# Ackton
Ackton – osada w Anglii, w hrabstwie West Yorkshire. Leży 17 km na południowy wschód od miasta Leeds i 257 km na północ od Londynu.